# ことわざ

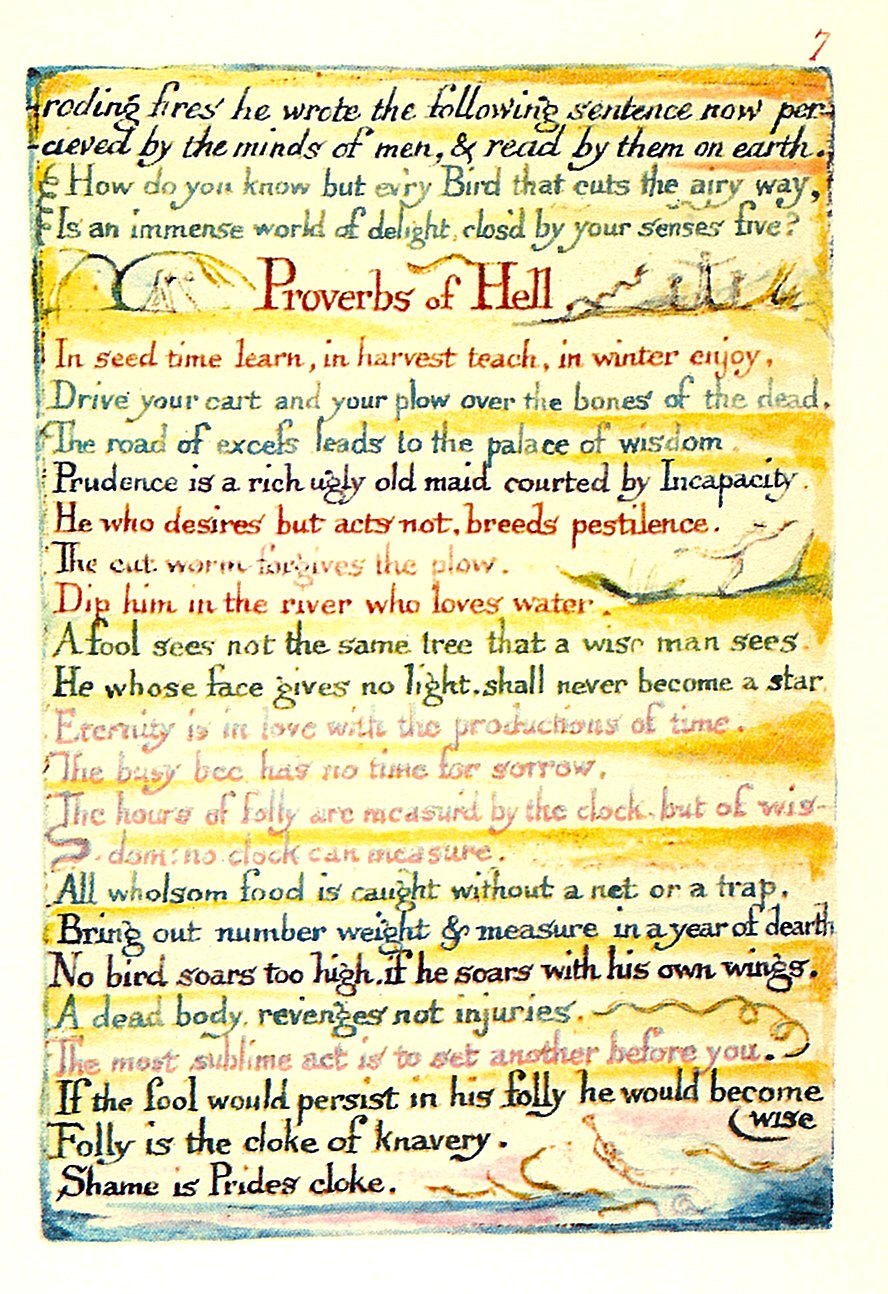
ウィリアム・ブレイクの著書に書かれたことわざ

ことわざ（諺、英語: proverb、ラテン語: proverbium）とは、民間説話の下位概念であり、「人口に膾炙された」言句をいい、鋭い風刺や教訓・知識などを含んだ、世代から世代へと言い伝えられてきた簡潔な言葉のことである。俚諺（りげん）ともいう。「故事・成句」などと関連する。

## 概要
ことわざは、観察と経験そして知識の共有によって、長い時間をかけて形成されたものである。その多くは簡潔で覚えやすく、言い得て妙であり、ある一面の真実を鋭く言い当てている。そのため、詳細な説明の代わりとして、あるいは、説明や主張に説得力を持たせたり詰ったりと効果的手段として用いられることが多い。
慣用句と重なる部分もあるが、一般の文の中でその一部として用いられるものを慣用句といい、文の形をとるか、または簡潔ながら文に相当する意味を表すものをことわざというのが普通である。
ことわざの基本構造が「AはB」「AのB」「AよりB」といった偶数構造であることは、多くの研究者によって指摘されている。たとえば、折口信夫は歌とことわざの分かれ目を、歌が奇数律であり、ことわざが偶数律である点に着目した。また、池田弥三郎は俳句や川柳が偶数仕立てに短縮されてことわざに変化することに着目し、文芸とことわざの違いを説明している。
偶数構造を持つことわざに共通する点は2つあり、ひとつは、2つのものを対照させて提示することで、お互いを際立たせるレトリックとして機能するとともに、物事を弁証法的に見る点にある。もうひとつは、極限まで切り詰めた表現であることわざは、拠って立つ論理すら省略されている点にある。
アラン・ダンダスは、ことわざがことわざとして機能するには少なくとも1つの主題（topic）と1つの叙述（comment）を備えていなければならないと述べた。たとえば「紺屋の白袴」の場合、紺屋が主題で白袴が叙述である。1組の主題と叙述で命題を構成する必要があるため、1語文のことわざは論理的に成立しえない。

## 具体例
- 親の死に目に逢えない - 「親より先に死ぬ」という「逆縁の不孝」に関することわざ。
- 男子厨房に入らず - 正しくは「君子は庖厨を遠ざく」。「政治的な判断を下す者（君子）は、庖厨（屠畜の場）から距離をおくべし」の意（孟子）。「男は台所には入らない」は、後世における曲解である。
- 桃栗三年柿八年 - 人材の育成には、個性によって成果が得られるまでに歳月がかかるという譬え。「柚子はゆっくり十五年」「梨のバカヤロ十八年」などと続くこともある[3]。
- 来年のことを言うと鬼が嗤う - 「人間はいつ死ぬかわからない」の婉曲表現。

## 地域と文化
ことわざは、その文化に属する者の思考に、意識的あるいは無意識的な影響を及ぼす。ヨーロッパのそれぞれの文化のことわざは非常に似通っている。
一方、異なる文化の間でも同等の意味を持つことわざ・慣用句があることも多い。例えば、「船頭多くして船山に登る」と "Too many cooks spoil the broth."（コックが多すぎて出汁が出来損なう）、「覆水盆に返らず」（中国語: 覆水難收）と"It is no use crying over spilt milk."（こぼれたミルクについて泣いても無駄である）、「日光を見ずして結構と言う勿れ」と"See Naples and then die."（ナポリを見てから死ね）、「虎穴に入らずんば虎児を得ず」（中国語: 不入虎穴，焉得虎子）と"No pain no gain."（痛み無くして得る物なし）、「馬を水辺に連れて行けても、水を飲ませることはできない」（粤語: 牛唔飲水唔撳得牛頭低）などの例である。
一方で、「女房と畳は新しい方がいい」という特殊な価値観を示すようなものもある。
ことわざの中にはしばしば、反対の意味を示すものがある。例えば、「三人寄れば文殊の知恵」と「船頭多くして船山に登る」、「蛙の子は蛙」「瓜のつるには茄子はならぬ」と「氏より育ち」あるいは「とんびが鷹を産む」がある。前掲のことわざにも「女房と味噌は古い方がいい」という例がある。
また、同じことわざでも文化の背景が異なることによって、まったく別の意味に受け取られるものも少数ではあるが存在する。例えば、"A rolling stone gathers no moss."（転がる石はコケむさない）は、イギリスや日本では「落ち着きなく動き回っているものには能力は身につかない」という意味である。一方、アメリカでは「いつも活動的に動き回っている人は持っている能力を錆び付かせることはない」という意味になる。これは、コケを否定的に捉えるか肯定的に捉えるか、に由来する違いである。
日本においても、例えば「情けは人の為ならず」は、しばしば本来の因果応報という意味で理解されず、誤解されることが多い（「ならず」は「に非ず」の音便）。背景には古語と現代語の文法の違いなどがある。典型的な誤解釈としては「人に情けをかけてはいけない」というものがあるが、近年では双方の意味が併記される辞書もある。岡林春雄は、特に若者に誤解されがちな「ことわざ」として、「お茶を濁す」や「河童の川流れ」、「かわいい子には旅をさせよ」などを挙げている。
ことわざは一字一句、固定しているように見えるが、実際には短くなったり長くなったり、異なる表現になったり、変化がある。また、消長もある。

## その他
- 読売新聞は創刊135周年を記念し、「ポケモンといっしょにおぼえよう! ことわざ大百科」と題したコラムを2009年3月16日から朝刊に日曜を除く毎日掲載し活字に親しみ、親子でことわざを学ぼうとする企画を始めた。コラムは毎日違ったページに掲載され、それを探し出すことで子供が新聞を広げる習慣を持たせることや活字離れを未然に防ぐことを意図している[8]。
- 『古事記』など古代日本の書物の中にもことわざは度々記述されている。例として、垂仁朝、沙本毘子（サホヒコ）の反乱を述べた記載の中に「諺に地（ところ）得ぬ玉作と曰うなり」とあり、玉造の人々は土地を持たない（一定の場所で玉を加工しない）という意である[9]。